# Who am I? (蒼白浪潮樂隊專輯)
《Who Am I?》（中文：我是誰？）是英國獨立搖滾樂隊蒼白浪潮樂隊的第二張錄音室專輯，由Dirty Hit和Interscope發行於2021年2月12日。這張專輯在2021年2月19日在英國專輯排行榜上排行第三名。

## 背景
2020年3月，樂隊在柏林去替海爾希的歐洲巡演助演的路途中發生了交通事故。他們所乘坐的旅游巴士滑出結冰的路面、側翻滾入路邊的渠溝，把成員和工作人員們困在巴士中。他們最後安全逃脫並無生命危險，僅造成輕傷。當時只有三位成員在巴士上，包括鼓手Ciara、吉他手Hugo和低音結他手Charlie。主唱Heather則因爲對長途駕車擔憂及警惕，提前在女朋友陪同下飛到了德國，她曾懇求其他成員也這樣做。Heather表示自己永遠不會忘記Ciara事故時來電的聲音，因爲從沒聽過他們的聲音像那樣。她形容道「你知道在電影中，垂死的人嘴中流出血但仍有話想說，是怎樣的嗎？他們聽起來就是那樣，我當時心想『我的天哪，他們要死了』。」事後，Ciara在Instagram發文講述事故：「這是我經歷過最恐怖的事之一，我們真的以爲我們要死掉。事故造成的傷勢會復原，但這(留下的陰影)會永遠伴隨我們」。Heather則因沒有在巴士上與成員們一同經歷事故，感到非常内疚，「我很大程度上是這個樂隊的領導者 …… 我當時應該要在那裏向他們提供幫助的。但是，我沒有。」她說。
車禍的發生令成員們需要時間休息來平撫身體和心理上的創傷，取消了數場原定計劃了的演出。加上一個月後爆發冠狀病毒疫情，給予了成員時間和空間去消化事故及暫別忙碌的巡演工作，同時押後了第二張錄音室專輯的正式發行。

## 錄製
專輯錄製是在車禍後不到一個月的疫情期間、特朗普旅行禁令生效前匆忙抵達美國洛杉磯，並被隔離數周後才開始與製作人Rich Costey進行的。Hugo和Charlie因長期與家人和伴侶分隔感到不安，提早返回英國在家中遙距錄製他們的部分，Heather和Ciara則留在美國。

## 内容
2020年11月10日，樂隊回歸，發佈了主打單曲《Change》，被Annie Mac命名爲全球最熱門唱片。單曲封面照是一隻破繭而出後自信張開翅膀的蝴蝶，該單曲及專輯裏的其他歌曲都象徵著樂隊在各方面上，包括歌詞、風格及最重要的情感上的「重生」。Heather形容這張專輯是他們「創造過最好的東西」，有別於第一張專輯。
2020年12月15日，樂隊發佈第二首單曲"She's My Religion"。這首歌是Heather寫關於女朋友Kelsi Luck的非典型情歌。Heather認爲最純潔的愛是即使那個人在經歷低潮或任何心情，你都愛著那個人的全部。這首歌想帶出愛情較真實的一面，而非只是較簡單或容易的那面。早在5月6日，Heather在Twitter上向粉絲分享過"She's My Religion"的Demo，並稱其為"gay anthem" (同性戀國歌)。 
Heather通過"She's My Religion"正式公開自己的性取向，認爲現在是她真正談論她的性取向並對此持開放態度的時候了，她爲此感到自豪。
2021年2月5日，在接受音樂雜誌DIY訪問時，Heather和Ciara都形容這種專輯是成員們的一種自我發掘。Heather說製作這張專輯令她擁有了以前不曾有的、不能演出來的自信，令她終於能自在地做「粉絲想她成爲的人」。Ciara亦提到樂隊在經歷生命中的重大變化(車禍)後都更加關注自己作爲獨立個體的身份，而這種覺醒令她認清了自己的性別不安，開始跟隨內心的感覺去打扮。
Heather表示這張專輯亦旨在為樂隊及LGBTQ+社群發聲，並正常化同性關係。Heather和Ciara同爲LGBTQ+社群，她們吸引到那些覺得自己是局外人、尤其是正在努力接受自己的性取向，或向家人出櫃的年幼孩子。Heather一直以來總在網絡上收到人們(對性取向)的認同，她覺得這很不可思議，亦有好有壞。她認爲這崗位伴隨著重大責任和壓力，讓她有種「不想搞砸需要從我們身上得到支持的人」的責任感。這亦源自一個重要契機——一位女粉絲傳訊息告訴Heather：她向母親出櫃之後被厭惡及逐出家門，她要睡在後花園，接受兒童機構的介入幫助她尋找新家。這種幾乎每天都會發生的事令Heather感到心碎，讓她明白到她必須要在第二張專輯中替這些人找到更多共鳴。
她説過：「音樂和藝術對我來説是爲了讓人不感到孤單和被孤立。我想成爲粉絲敬仰的人，並從我身上找到舒適感」。 在與Pride的視訊訪問中，Heather指出現時並沒有太多吸引人的、爲了同性戀女性而製作的和代表到LGBTQ+社群的(音樂)影片，反而只有一些具玩味或試驗性質的影片，尤其是由異性戀女性拍攝的那些，只會打擊和影響到同性戀女性。所以，她認爲"She's My Religion"的MV會幫助到她們，特別是年輕女孩。